# Gonodontis aethocrypta
Gonodontis aethocrypta là một loài bướm đêm trong họ Geometridae.